# Bayer 04 Leverkusen
Bayer 04 Leverkusen, được biết đến chính thức là Bayer 04 Leverkusen Fußball GmbH, thường được biết đến là Bayer Leverkusen (tiếng Đức: [ˌbaɪ̯ɐ ˈleːvɐˌkuːzn̩]) hoặc đơn giản là Leverkusen, là một câu lạc bộ bóng đá Đức có trụ sở ở Leverkusen, Nordrhein-Westfalen. Câu lạc bộ đang thi đấu ở Bundesliga, hạng đấu cao nhất của bóng đá Đức và tổ chức các trận đấu sân nhà tại BayArena.
Bayer Leverkusen đã vô địch Bundesliga một lần ở mùa giải 2023–24. Câu lạc bộ đã giành được một Cúp bóng đá Đức và một Cúp UEFA. Bayer cũng về nhì tại UEFA Champions League 2001–02 Kình địch địa phương của họ là 1. FC Köln, Borussia Mönchengladbach and Fortuna Düsseldorf.

## Lịch sử

### Thời kì đầu
Ngày 27 tháng 11 năm 1903 Wilhelm Hauschild viết một lá thư - ký bởi 170 công nhân của mình - cho nhà máy của mình, nhà máy dược phẩm Bayer, để tìm kiếm hỗ trợ của công ty trong việc bắt đầu cho một câu lạc bộ thể dục thể thao. Công ty đã đồng ý hỗ trợ các sáng kiến, và vào ngày 1 tháng 7 năm 1904 đội thể thao Rẽ-und Spielverein Bayer Leverkusen được thành lập.
Ngày 31 tháng năm 1907 một bộ phận bóng đá riêng biệt được hình thành trong câu lạc bộ. Cuối cùng điều này đóng góp vào một phân chia trong câu lạc bộ: vào ngày 8 tháng sáu 1928 các cầu thủ thành lập một hiệp hội riêng - Sportvereinigung Bayer 04 Leverkusen - đó cũng bao gồm cả bóng ném, điền kinh, và đấm bốc.Bayer Leverkusen có màu áo truyền thống là sọc đen và đỏ còn thể dục dụng cụ là vàng và xanh.
Qua thời điểm này, và đến những năm 1930, Bayer Leverkusen chơi ở giải hạnh ba và tư.Vào năm 1936, họ lên chơi ở giải hạng hai.Đó cũng là năm đầu tiên họ mặc áo có dòng chữ Bayer ở trên áo.Họ có lần đầu tiên xuất hiện ở giải hạng hai là vào năm 1951, ở giải Oberliga phía Tây và chơi ở đó cho tới năm 1956 thì họ bị xuống hạng.Bayer Leverkusen không quay trở lại giải hạng hai cho tới năm 1962, trước khi hình thành ra giải chuyên nghiệp mới của Đức, giải Bundesliga. Mùa giải tiếp theo đó chứng kiến đội bóng thi đấu ở giải Regionalliga phía tây, giải hạng hai.

### Giải hạng hai Bundesliga và giải hạng nhất Bundesliga
Bayer Leverkusen đã có bước đột phá vào năm 1968 khi họ vô địch giải hạng hai, không không thể vượt qua trận playoff để giành vé lên hạnh nhất.Họ lại bị xuống hạng vào năm 1973, nhưng nhanh chóng trở lại giải hạng hai chỉ sau một mùa giải ở giải hạng ba.Bốn năm sau, đội bóng đã có được một vị trí để bắt đầu chơi ở Bundesliga từ mùa giải 1979-80.
Vào khoảng giữa những năm 1980, Bayer Leverkusem đã leo lên nửa trên của bảng xếp hạng và đã gây ấn tượng tốt bằng việc về đích trong top 10.Trong thời gian đó, vào năm 1984, hai nửa của đội bóng đã kết hợp lại sau nửa thế kỉ bị chia rẽ và trở thành TSV Bayer Leverkusen e.V. Đội bóng mới có màu áo trắng và đỏ.
Đội bóng có được danh hiệu đầu tiên vào năm 1988 ở UEFA Cup với chiến thắng 3-0 trước Espanyol ở trận chung kết lượt về, sau khi đã bị đối phương dẫn trước bằng chính tỉ số đó ở trận lượt đi và giành chiến thắng 3-2 trên chấm penalty.
Cũng trong năm đó, người đã là chủ tịch của Bayer Leverkusen một thời gian dài Reiner Calmund trở thành huấn luyện viên của đội bóng.Điều này là một trong những sự thay đổi lớn nhất trong lịch sử đội bóng, khi Calmund đã dẫn dắt đội bóng trong mười năm và là một nửa của những thành công của đội bóng.
Sau khi nước Đức thống nhất lại vào năm 1989, Reiner Calmund đã nhanh chóng ký hợp đồng với những ngôi sao của đông Đức như Ulf Kirsten, Andreas Thom và Jens Melzig.Ba cầu thủ này nhanh chóng được ưa thích, và đã có những đóng góp lớn cho đội bóng.Calmund cũng liên hệ với những cầu thủ người Brasil, kết bạn với Juan Figer, một trong số những tay cò tiếng tăm nhất Brazil.Trong những năm sau đó, đã có những ngôi sao, như Jorginho và Paulo Sérgio gia nhập đội bóng, cũng như ngôi sao người Séc Pavel Hapal.Họ cũng ký hợp đồng với những cầu thủ giỏi, chẳng hạn như Bernd Schuster và Rudi Völler, đảm bảo cho sự nổi tiếng của đội bóng và cho những thành công.
Đội bóng giành được danh hiệu tiếp theo vào năm 1993, với chiến thắng 1-0 trước hiện tượng là đội nghiệp dư của Hertha Berlin với.Ở mùa giải tiếp đó, trong một trận đấu có bàn thắng đẹp nhất mùa giải của Bernd Schuster (một bàn thắng sau đó cũng được gọi là "Bàn thắng của thập kỉ"), Bayer Leverkusen tiếp Eintracht Frankfurt ở đầu mùa giải, và ở trận đó Bayer đã mặc màu áo thứ 3, đó là bộ áo cũ với sọc đỏ và đen. (Bộ quần áo cũng giống với bộ của Frankfurt vào thời điểm đó). Điều này đã rất nổi tiếng với các cổ động viên bởi về sau, đội bóng đã trở về mặc màu đỏ và đen, màu áo đã sử dụng cho tất cả các trận đấu sân nhà kể từ sau đó.
Sau khủng hoảng vào năm 1996 khi câu lạc bộ phải đối mặt với trận chiến chống xuống hạng, Bayer Leverkusen đã phải chứng tỏ bởi một phản ứng mạnh mẽ, khi đã gây khó chịu cho các đối thủ với phong cách huấn luyện mới của Christoph Daum, người cũng đã được trợ giúp của việc ký hợp đồng với những cầu thủ như Lúcio, Emerson, Ze Roberto, và Michael Ballack. Daum sau này nổi tiếng với một scandal về cocaine đã khiến ông phải trả giá bằng việc không được lên làm huấn luyện viên đội tuyển quốc gia.

### Những thất bại đáng tiếc
Đội bóng đã lọt vào top 4 từ năm 1997 cho tới 2002 bao gồm bốn lần về đích ở vị trí thứ nhì. Thành tích ở mùa giải 2000 và 2002 đã khiến người hâm mộ phải tiếc nuối khi suýt chút nữa đội đã giành được ngôi vô địch Bundesliga. Vào năm 2000, Bayer Leverkusen chỉ cần thêm một trận hoà trước Unterhaching là sẽ vô địch, nhưng cú phản lưới nhà của Ballack đã khiến họ bị thua 2-0 và Bayern Munich vô địch sau chiến thắng 3-1 trước Werder Bremen. Hai năm sau, đội bóng đã kém đội đứng đầu năm điểm bởi đã thua 2 trên 3 trận cuối mùa trong khi Borussia Dortmund lại thắng cả ba trận. Mùa giải 2002 đã được gán cho cái tên "Sự khủng khiếp nhân ba" khi Bayer tiếp tục thất bại trong trận chung kết Champions League khi thua Real Madrid 1-2. Chưa hết, đội bóng là đội đầu tiên vào đến chung kết cúp C1 mà chưa vô địch giải quốc nội. Họ còn phải vượt qua vòng loại sơ loại thứ nhất để được tham dự UEFA Champions League năm đó. Vì những thất bại này mà Leverkusen bị báo chí tiếng Anh gọi một cách châm chọc là Neverkusen (sử dụng hiện tượng chơi chữ từ tên Leverkusen và từ "Never" ("không bao giờ"); trong tiếng Đức cũng gọi châm chọc tên CLB là Vizekusen)

### Những năm gần đây
Đội bóng đã bị mất đi những ngôi sao hàng đầu trong hai mùa giải tiếp đó. Vào năm 2002, đội bóng mất hai ngôi sao tiền vệ Michael Ballack và Zé Roberto cùng vào tay Bayern Munich. Đội bóng đã phải đối mặt với cuộc chiến chống xuống hạng vào năm 2002-03 dưới sự dẫn dắt của Klaus Toppmoller, người đã dẫn dắt đội bóng trong mùa giải thành công nhất của họ và ông đã được thay thế bởi huấn luyện viên ít kinh nghiệm Thomas Horster. Huấn luyện viên được đánh giá cao Klaus Augenthaler đã vực dậy đội bóng trong hai trận cuối cùng và giúp họ tránh được khủng hoảng với chiến thắng trước đội bóng cũ của ông Nuremberg. Sau đó ông đưa Bayer Leverkusen kết thúc mùa giải với vị trí thứ ba và được dự Champions League vào mùa giải sau đó.
Cuộc chiến ở Champions League mùa sau đó đã chứng kiến họ có cuộc trả thù trước Real Madrid, mở màn vòng bảng của họ với chiến thắng 3-0 trước gã khổng lồ Tây Ban Nha, họ đã có thể tiến sâu, nhưng bị đánh bại ở vòng knockout bởi đội bóng đã vô địch sau đó Liverpool. Đội bóng về đích ở mùa giải 2004-05 với vị trí thứ 5 và phải tham dự Champions League ngay từ vòng sơ loại thứ nhất ở mùa giải sau đó.
Đầu năm 2005, Augenthaler đã bị sa thải sau khi đội bóng có sự khởi đầu tồi tệ nhất trong hai mươi năm với chỉ một chiến thắng trong bốn trận đầu mùa và thua 1-0 trước CSKA Sofia ở lượt đi vòng loại UEFA Cup.Cựu huấn luyện viên đội tuyển Đức Rudi Völler được chỉ đinh thay thế.Michael Skibbe, người là trợ lý của Rudi Voller ở đội tuyển quốc gia là người kế nhiệm ông vào tháng mười.Skibbe đã giúp đội bóng về đích ở vị trí thứ năm và đội bóng lại có một suất dự UEFA Cup.
Mùa giải 2007-08 không phải là một mùa giải thành công với Bayer Leverkusen mặc dù đã có một màn khởi đầu tốt. 7 trận thua trong 10 trận cuối cùng của mùa giải đã khiến họ phải về đích ở nửa sau của bảng xếp hạng. Michael Skibbe đã bị chỉ trích nặng nề ở cuối mùa sau khi ông thay đổi đội hình. Trong trận thua 1-2 trước Hertha Berlin, cổ động viên Leverkusen đã gây nên một cuộc bạo động.Không chỉ la ó huấn luyện viên của Leverkusen mà họ còn đốt áo họ đang mặc và ném xuống sân.Michael Skibbe đã từ chức vào chiều 21 tháng 5 năm 2008. Lý do ông ra đi là vì những thành tích của Leverkusen và đội bóng cũng không được dự UEFA Cup.
Dưới sự chỉ đạo của huấn luyện viên mới Bruno Labbadia, Bayer Leverkusen bắt đầu mùa giải 2008-2009 với một sự khởi đầu ấn tượng. Labbadia đã được CLB tuyển mộ từ câu lạc bộ SpVgg Greuther Fürth đang thi đấu ở hạng 2 Bundesliga. Mặc dù có sự khởi đầu tốt, nhưng Bayer Leverkusen đã gặp khó khăn khi đối đầu với các đội hàng đầu tại Bundesliga trong suốt mùa giải. Đội bóng đã vượt qua vòng bán kết của giải DFB-Pokal vào ngày 30 tháng 5 năm 2009 tại Berlin, nhưng tiếc rằng họ thất bại với tỷ số 0-1 trước Werder Bremen. Sau một mùa giải đầy biến động, Bayer Leverkusen kết thúc ở vị trí thứ 9 trên bảng xếp hạng Bundesliga. Vào tháng 6 năm 2009, huấn luyện viên Bruno Labbadia đã chuyển sang làm việc tại câu lạc bộ Hamburger SV, để tiếp tục sự nghiệp của mình. Ngay sau đó, Bayer Leverkusen đã giới thiệu Jupp Heynckes làm huấn luyện viên mới. Heynckes đã có kinh nghiệm dẫn dắt Bayern Munich sau khi Jürgen Klinsmann rời đi. Trong mùa giải 2010-2011, Bayer Leverkusen đã giành vị trí á quân và có cơ hội tham dự UEFA Champions League mùa sau, đánh dấu lần đầu tiên kể từ năm 2005. Tuy nhiên, Jupp Heynckes, huấn luyện viên của đội, đã quyết định không gia hạn hợp đồng và rời khỏi Bayer Leverkusen trong kỳ chuyển nhượng mùa hè năm 2011 để trở lại dẫn dắt Bayern Munich lần thứ ba trong sự nghiệp của mình. Trong mùa giải 2012-2013 và 2015-2016, Bayer Leverkusen đạt vị trí thứ ba dưới sự dẫn dắt của hai huấn luyện viên, lần lượt là Sami Hyypiä và Roger Schmidt. Tuy nhiên, đội bóng này đều bị loại ở vòng 1/8 của UEFA Champions League trong các mùa giải tiếp theo. Trong mùa giải 2019-2020 của UEFA Europa League, Leverkusen đã lọt vào tứ kết lần đầu tiên kể từ năm 2008. Tuy nhiên, cuối cùng họ bị Inter Milan loại sau trận thua 1-2.

## Văn hóa câu lạc bộ

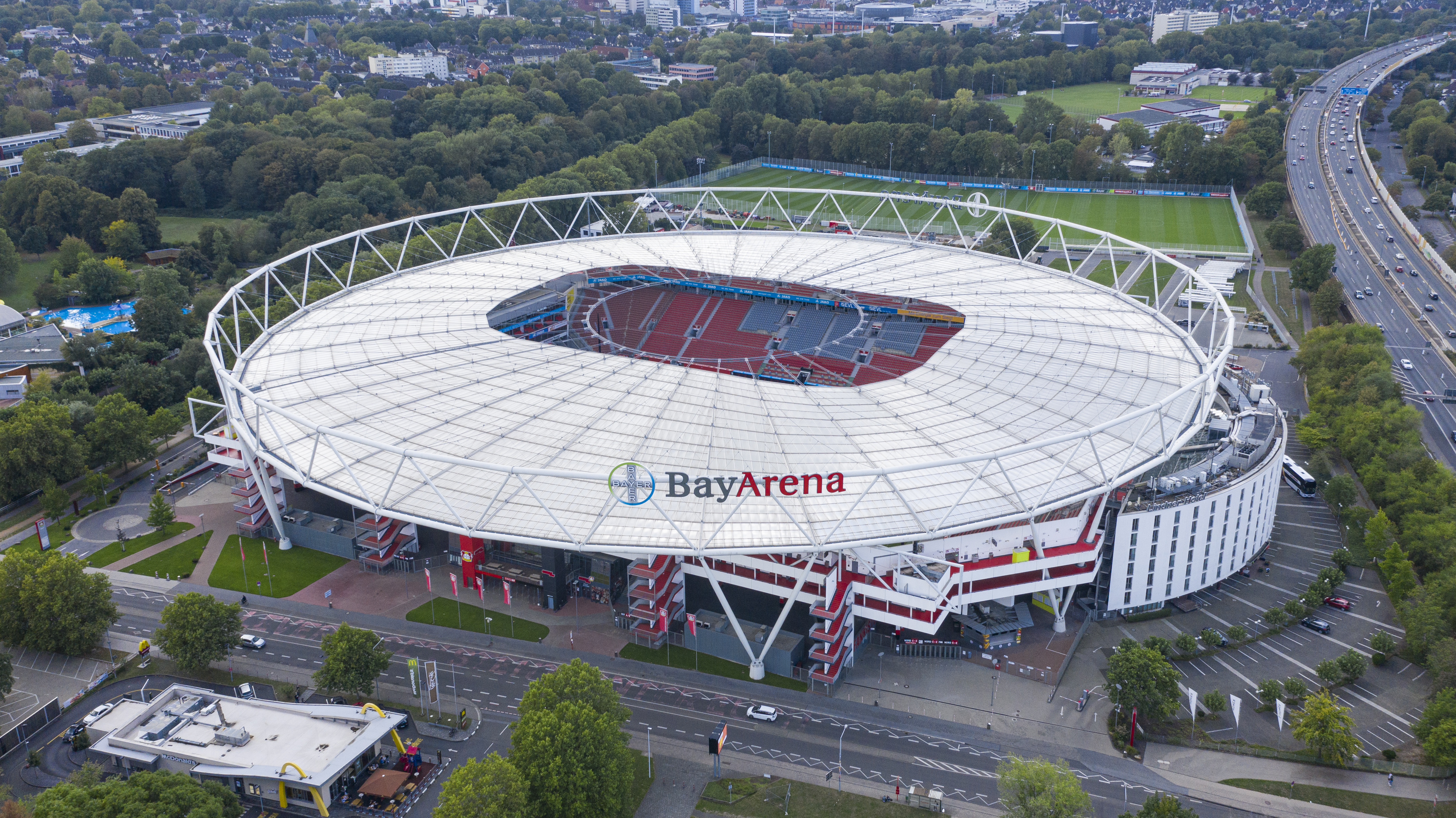
BayArena, sân vận động của Bayer Leverkusen

Bayer Leverkusen khác biệt so với nhiều câu lạc bộ bóng đá Đức khác vì có mối quan hệ chặt chẽ với nguồn gốc giai cấp công nhân. Đội bóng này đặt mục tiêu xây dựng một hình ảnh sạch sẽ và thân thiện với gia đình. BayArena có danh tiếng là một trong những sân vận động thân thiện với gia đình nhất ở Đức. Một điều mỉa mai là Bayer 04 là câu lạc bộ Bundesliga đầu tiên mà các CĐV xác định mình là Ultras, và thành phố Leverkusen là một trong những thành phố công nghiệp cũ của Đức.
Một số người cho rằng Bayer Leverkusen đang gặp vấn đề về hình ảnh theo một hướng khác. Mặc dù Bayer Leverkusen là một câu lạc bộ tài chính ổn định với đội hình mạnh mẽ, nhưng nhiều người hâm mộ của các câu lạc bộ truyền thống cho rằng đó là một "câu lạc bộ nhựa" không có truyền thống hoặc một cơ sở fan hâm mộ đích thực, tồn tại chỉ nhờ sự tài trợ giàu có từ công ty dược phẩm Bayer AG. Do đó, câu lạc bộ và các cổ động viên của họ đã bắt đầu tự hào về nguồn gốc công nghiệp của mình và gọi chính mình là "Werkself" (tiếng Anh: "Đội nhà máy", "Những người làm việc trong nhà máy") hoặc "Pillendreher" (tiếng Anh: "Những người làm viên thuốc") để thể hiện lòng tự hào về nguồn gốc công nghiệp của họ.
Tuy nhiên, không chỉ Bayer Leverkusen mà còn các câu lạc bộ khác như PSV, Carl Zeiss Jena và Sochaux cũng có nguồn gốc liên quan đến doanh nghiệp, được biết đến với danh xưng là "đội nhà máy" (works teams). Khác biệt với các đội của Red Bull như Salzburg, New York và Leipzig được thành lập hoặc tái định nghĩa gần đây chủ yếu vì mục đích kinh doanh, việc thành lập Bayer Leverkusen có nguồn gốc từ ý tưởng khuyến khích điều kiện sống của công nhân nhà máy địa phương vào đầu thế kỷ 20. Dựa trên truyền thống này, UEFA cho phép Bayer Leverkusen sử dụng tên thương hiệu Bayer trong các giải đấu câu lạc bộ châu Âu, trong khi không cho phép các biện pháp đặt tên tương tự như Red Bull Salzburg.

## Danh hiệu

### Nội địa

#### Giải đấu
- Bundesliga
  - Vô địch: 2023–24[31]
  - Á quân: 1996–97, 1998–99, 1999–2000, 2001–02, 2010–11
- 2. Bundesliga North
  - Vô địch: 1978–79[31]

#### Cúp
- DFB-Pokal
  - Vô địch: 1992–93,[31] 2023–24[32]
  - Á quân: 2001–02, 2008–09, 2019–20[31]
- DFL-Supercup
  - Vô địch: 2024
  - Á quân: 1993[31]

### Châu Âu
- UEFA Cup\UEFA Europa League
  - Vô địch: 1987–88[31]
  - Á quân: 2023–24
- UEFA Champions League
  - Á quân: 2001–02[31]

### Trẻ
- Giải vô địch Đức dưới 19 tuổi
  - Vô địch: 1986, 2000, 2007
  - Á quân: 1995, 2001, 2003, 2010
- Giải vô địch Đức dưới 17 tuổi
  - Vô địch: 1992, 2016
- Bundesliga Dưới 19 tuổi miền Tây
  - Vô địch: 2007, 2010

### Ở châu Âu
Cập nhật đến ngày 22 tháng 5 năm 2024.
| Giải đấu              | Trận đấu | Thắng | Hòa | Thua | Bàn thắng | Bàn thua | Hiệu số | Tỉ lệ thắng |
| --------------------- | -------- | ----- | --- | ---- | --------- | -------- | ------- | ----------- |
| UEFA Champions League | 117      | 43    | 26  | 48   | 171       | 180      | −9      | 036,75      |
| UEFA Europa League    | 141      | 73    | 31  | 37   | 253       | 144      | +109    | 051,77      |
| UEFA Cup Winners' Cup | 6        | 3     | 2   | 1    | 15        | 8        | +7      | 050,00      |
| Tổng cộng             | 264      | 119   | 59  | 86   | 439       | 332      | +107    | 045,08      |

## Cầu thủ

### Đội hình chính
Tính đến 31 tháng 1 năm 2025
Ghi chú: Quốc kỳ chỉ đội tuyển quốc gia được xác định rõ trong điều lệ tư cách FIFA. Các cầu thủ có thể giữ hơn một quốc tịch ngoài FIFA.
| Số | VT | Quốc gia     | Cầu thủ                                    |
| -- | -- | ------------ | ------------------------------------------ |
| 1  | TM | Phần Lan     | Lukas Hradecky (Đội trưởng)                |
| 3  | HV | Ecuador      | Piero Hincapié                             |
| 4  | HV | Đức          | Jonathan Tah (Đội phó)                     |
| 5  | HV | Tây Ban Nha  | Mario Hermoso (cho mượn từ Roma)           |
| 7  | TV | Đức          | Jonas Hofmann                              |
| 8  | TV | Đức          | Robert Andrich                             |
| 10 | TĐ | Đức          | Florian Wirtz                              |
| 11 | TV | Pháp         | Martin Terrier                             |
| 12 | HV | Burkina Faso | Edmond Tapsoba                             |
| 13 | HV | Brasil       | Arthur                                     |
| 14 | TĐ | Séc          | Patrik Schick                              |
| 16 | TV | Argentina    | Emiliano Buendía (cho mượn từ Aston Villa) |
| 17 | TM | Séc          | Matěj Kovář                                |

| Số | VT | Quốc gia    | Cầu thủ                                         |
| -- | -- | ----------- | ----------------------------------------------- |
| 18 | TĐ | Argentina   | Alejo Sarco                                     |
| 19 | TV | Nigeria     | Nathan Tella                                    |
| 20 | HV | Tây Ban Nha | Álex Grimaldo                                   |
| 21 | TV | Maroc       | Amine Adli                                      |
| 22 | TĐ | Nigeria     | Victor Boniface                                 |
| 23 | HV | Pháp        | Nordi Mukiele (cho mượn từ Paris Saint-Germain) |
| 24 | TV | Tây Ban Nha | Aleix García                                    |
| 25 | TV | Argentina   | Exequiel Palacios                               |
| 30 | HV | Hà Lan      | Jeremie Frimpong                                |
| 34 | TV | Thụy Sĩ     | Granit Xhaka                                    |
| 36 | TM | Đức         | Niklas Lomb                                     |
| 44 | HV | Pháp        | Jeanuël Belocian                                |

### Cho mượn
Ghi chú: Quốc kỳ chỉ đội tuyển quốc gia được xác định rõ trong điều lệ tư cách FIFA. Các cầu thủ có thể giữ hơn một quốc tịch ngoài FIFA.
| Số | VT | Quốc gia    | Cầu thủ                                                      |
| -- | -- | ----------- | ------------------------------------------------------------ |
| —  | HV | Bờ Biển Ngà | Odilon Kossounou (tại Atalanta đến ngày 30 tháng 6 năm 2025) |
| —  | HV | Bỉ          | Noah Mbamba (tại Dender EH đến ngày 30 tháng 6 năm 2025)     |

| Số | VT | Quốc gia | Cầu thủ                                                     |
| -- | -- | -------- | ----------------------------------------------------------- |
| —  | TV | Colombia | Gustavo Puerta (tại Hull City đến ngày 30 tháng 6 năm 2025) |

## Cựu cầu thủ

### Kỷ lục
| Xếp hạng | Quốc tịch | Cầu thủ          | Thời gian | Số lần ra sân |
| -------- | --------- | ---------------- | --------- | ------------- |
| 1        | Đức       | Rüdiger Vollborn | 1982–1999 | 483           |
| 2        | Đức       | Ulf Kirsten      | 1990–2003 | 448           |
| 3        | Đức       | Thomas Hörster   | 1977–1991 | 447           |
| 4        | Đức       | Stefan Kießling  | 2006–2018 | 444           |
| 5        | Đức       | Carsten Ramelow  | 1996–2008 | 437           |
| 6        | Đức       | Simon Rolfes     | 2005–2015 | 377           |
| 7        | Đức       | Gonzalo Castro   | 2005–2015 | 370           |
| 8        | Đức       | Bernd Schneider  | 1999–2009 | 366           |
| 9        | Đức       | Jonathan Tah     | 2015–     | 349           |
| 10       | Đức       | Lars Bender      | 2009–2021 | 342           |

| Xếp hạng | Quốc tịch | Cầu thủ            | Thời gian | Số bàn thắng |
| -------- | --------- | ------------------ | --------- | ------------ |
| 1        | Đức       | Ulf Kirsten        | 1990–2003 | 240          |
| 2        | Đức       | Stefan Kießling    | 2006–2018 | 162          |
| 3        | Bulgaria  | Dimitar Berbatov   | 2001–2006 | 91           |
| 4        | Đức       | Herbert Waas       | 1982–1990 | 74           |
| 5        | Đức       | Christian Schreier | 1984–1991 | 68           |
| 6        | Hàn Quốc  | Cha Bum-Kun        | 1983–1989 | 63           |
| 7        | Brasil    | Paulo Sérgio       | 1993–1997 | 61           |
| 8        | Argentina | Lucas Alario       | 2017–2022 | 58           |
| 9        | Đức       | Karim Bellarabi    | 2011–2023 | 57           |
| 10       | Đức       | Kevin Volland      | 2016–2020 | 50           |

## Lịch sử huấn luyện viên
Tính đến 5 tháng 10 năm 2022
- Lori Polster (1950)
- Raimond Schwab (1950–51)
- Franz Strehle (1951–53)
- Hans-Josef Kretschmann (1953–56)
- Emil Melcher (1956–57)
- Edmund Conen (1957–59)
- Theo Kirchberg (1959–60)
- Erich Garske (1960–62)
- Fritz Pliska (1962–65)
- Theo Kirchberg (1965–71)
- Gero Bisanz (1971–73)
- Friedhelm Renno (1973–74)
- Manfred Rummel (1974–75)
- Radoslav Momirski (1976–76)
- Willibert Kremer (1 tháng 7 năm 1976 – 22 tháng 11 năm 1981)
- Gerhard Kentschke (23 tháng 11 năm 1981 – 30 tháng 6 năm 1982)
- Dettmar Cramer (1 tháng 7 năm 1982 – 30 tháng 6 năm 1985)
- Erich Ribbeck (1 tháng 7 năm 1985 – 30 tháng 6 năm 1988)
- Rinus Michels (1 tháng 7 năm 1988 – 13 tháng 4 năm 1989)
- Jürgen Gelsdorf (13 tháng 4 năm 1989 – 30 tháng 5 năm 1991)
- Peter Hermann (31 tháng 5 năm 1991 – 30 tháng 6 năm 1991)
- Reinhard Saftig (1 tháng 7 năm 1991 – 4 tháng 4 năm 1993)
- Dragoslav Stepanović (4 tháng 4 năm 1993 – 7 tháng 4 năm 1995)
- Erich Ribbeck (10 tháng 4 năm 1995 – 27 tháng 4 năm 1996)
- Peter Hermann (28 tháng 4 năm 1996 – 30 tháng 6 năm 1996)
- Christoph Daum (1 tháng 7 năm 1996 – 21 tháng 10 năm 2000)
- Rudi Völler (21 tháng 10 năm 2000–11 tháng 11 năm 2000)
- Berti Vogts (12 tháng 11 năm 2000 – 20 tháng 5 năm 2001)
- Klaus Toppmöller (1 tháng 7 năm 2001 – 15 tháng 2 năm 2003)
- Thomas Hörster (16 tháng 2 năm 2003 – 10 tháng 5 năm 2003)
- Klaus Augenthaler (13 tháng 5 năm 2003 – 16 tháng 9 năm 2005)
- Rudi Völler (16 tháng 9 năm 2005 – 9 tháng 10 năm 2005)
- Michael Skibbe (9 tháng 10 năm 2005 – 21 tháng 5 năm 2008)
- Bruno Labbadia (1 tháng 7 năm 2008 – 5 tháng 6 năm 2009)
- Jupp Heynckes (ngày 5 tháng 6 năm 2009 – 1 tháng 7 năm 2011)
- Robin Dutt (1 tháng 7 năm 2011 – 1 tháng 4 năm 2012)
- Sami Hyypiä (1 tháng 4 năm 2012 – 5 tháng 4 năm 2014)
- Sascha Lewandowski (5 tháng 4 năm 2014 – 1 tháng 7 năm 2014)
- Roger Schmidt (1 tháng 7 năm 2014 – 5 tháng 3 năm 2017)
- Tayfun Korkut (6 tháng 3 năm 2017 – 30 tháng 6 năm 2017)
- Heiko Herrlich (1 tháng 7 năm 2017 – 23 tháng 12 năm 2018)
- Peter Bosz (23 tháng 12 năm 2018 – 23 tháng 3 năm 2021)
- Hannes Wolf (23 tháng 3 năm 2021 – 30 tháng 6 năm 2021)
- Gerardo Seoane (1 tháng 7 năm 2021 – 5 tháng 10 năm 2022)
- Xabi Alonso (5 tháng 10 năm 2022 – nay)